# Eldridge Township (Missouri)
Eldridge Township est un ancien township, situé dans le comté de Laclede, dans le Missouri, aux États-Unis,.
Le township est fondé en 1874 et baptisé en référence à S. N. Eldridge, un pionnier.

### Source de la traduction
- (en) Cet article est partiellement ou en totalité issu de l’article de Wikipédia en anglais intitulé « Eldridge Township, Laclede County, Missouri » (voir la liste des auteurs).